# Lac des Collanges
Le lac des Collanges est un lac de barrage situé dans le département de l'Ardèche de la région Auvergne-Rhône-Alpes.
Le lac a une superficie de 48 ha pour une capacité de 3,3 millions de mètre cube,.

## Géographie
Le lac se trouve sur le territoire des communes de Saint-Michel-d'Aurance et Belsentes, dans la région montagneuse des Boutières en Ardèche,,.

### Hydrographie
Le lac prend place dans le lit de l'Eyrieux.

## Faune et flore
Le lac est peuplé de carpes, brochets et truites.

## Histoire
Projet controversé donnant lieu a une manifestation en 1978, le barrage est construit en 1980 et mis en service en 1983 pour les besoins d'irrigation agricoles,,, ainsi que les activités de pêche et touristique. Il est aussi exploité pour la production hydro-électrique depuis 1992, en premier lieu par EDF, puis par une filiale de la Compagnie Nationale du Rhône à partir de 2009.

Empêchant les particules de s'écouler dans la vallée, le lac est victime de sédimentation. Le Syndicat des eaux Eyrieux-Clair l'estime rempli à 40% de sédiments en 2013.
 Le 2 octobre 2024, les vannes du barrage sont ouvertes afin d'effectuer une vidange du lac malgré la protestation de la fédération de pêche de l'Ardèche, provoquant la mort d'une partie de la faune aquatique, à la suite d'un manque d'oxygène et d'une augmentation de la teneur en métaux lourds du cours d'eau,.

## Activités
Une base de loisirs est présente depuis 1993 sur les abords de la retenue d'eau,,. La pêche est pratiquée dans le lac, et le tracé de la voie verte Dolce Via passe à proximité.